# Nelyo
 (mars 2023).
Nelyo est un chanteur gabonais de R&B évoluant également en France,.
Il se fait connaitre avec le titre Ma meuf est ma cousine en 2013,.

## Biographe
Nziengui Yves Wilfrid , allias Nelyo, est né au Gabon.
Avant de chanter, il commence par la danse puis se tourne plus tard vers le R&B. Quelques années après, il décide finalement de faire carrière dans la musique en commençant par des reprises de chanteurs connus tel que Michael Jackson ou encore Chris Brown.
Il sort en 2013, le single Ma meuf est ma cousine.
Ensuite, il enchaine avec une nouvelle ballade musicale titrée Elle puis le morceau Je sais.. En 2016, il sort le morceau Les Gos avec le rappeur Hematom,.

## Discographie
- Ma meuf est ma cousine
- Elle
- Les Gos (feat. Hematom)
- Oublier
- Je sais
- Contrat[9],[10]
- Toutes les mêmes (feat. Latchow)[11]
- K.O[12]
- Merci
- Sugar Daddy
- Avec toi
- Murima (feat. Nicole Amogho)
- Brisé